# Rubén Paz
Rubén Paz   (Artigas, 8 d'agost de 1959) fou un futbolista uruguaià de la dècada de 1980.
Fou 45 cops internacional amb la selecció de l'Uruguai.
Pel que fa a clubs, defensà els colors de CA Peñarol, Internacional, Racing Club Paris, Racing Club i Genoa CFC.